# ربلة (نبات)
ربلة واسمها العلمي (Plantago psammophila) وهي عشبة حولية من الفصيلة الحملية.

## الوصف
للنبات سيقان قصيرة و أحيانا معدوم السيقان، أوراقه مستطيله خطيه يتراوح طولها ما بين 4 - 8 سم، بذوره بيضاوية الشكل ولونها بني، يزهر النبات ما بين شهري مارس وأبريل.
يتواجد في البيئات الرملية من شبه الجزيرة العربية.